# 조선민주주의인민공화국 로동성
로동성(勞動省, 표준어: 노동성)은 조선민주주의인민공화국의 내각 중앙 행정기관으로, 로동(노동) 조건의 향상 개선, 로동(노동) 환경 지도감독, 로동자(노동자) 인권 후생·직업 안정 및 실업 대책·직업 훈련·로동 조합(노동 조합) 지도관리·기타 로동(노동)에 관한 사무를 관장하는 조선민주주의인민공화국의 중앙행정기관이다. 로동성(노동성)은 각 시도, 시,군,구역 인민위원회의 노동행정 부서를 통해 로동 정책, 행정을 시행하며,  노동력 수급과 임금 등 노동 관련 계획을 종합하여 국가계획위원회, 재정성, 수매량정성 등과 함께 각 부문의 로동력(노동력) 소요량를 심의, 확정하여 각 시도, 시,군,구역 인민위원회의 노동행정 부서에 시달한다. 
로동성은 교육성이 매년 년말 제출하는 다음 년도 고등중학교 졸업예정자 중 대학 미진학자 중 로동력(노동력) 원천으로 공급할 수 있는 숫자를 추산하고, 보건성의 종합 신체검사 후 각 부문의 로동력(노동력) 수요에 따른 인력 배치계획과 기술, 기능공 수요량을 획정한다. 내각 제부서의 전문 기술기능인력 요구에 따라 기술 기능 훈련소 인력배치와 교육훈련 지원 업무도 사업한다. 당의 결정이나 지시, 내각의 중점 사업 발생 시 로동성(노동성)은 해당 사업에 노동력을 선배정한다. 1948년 9월 2일 내각 설치와 동시에 설립되었다.

## 연혁
- 1948년 9월 2일 로동성을 설치

## 설치 근거 및 소관 업무
- 사회주의 헌법
- 북조선 임시인민위원회 제29호 결정, 로동자 및 사무원에 대한 로동법령(1946. 06. 24.)
- 사회주의 로동법 (1972. 10. 18) 제1조
- 로동보호법(2010)

## 조직
| - 감사관 - 심의회 - 중앙로동위원회 - 각 시도 인민위원회 노동행정부 - 지방로동위원회 - 로동행정검열실 - 전략로동실 - 행정조직국 - 1국 - 총무과 - 로동조직선전국 - 로동대렬국 | - 기술기능향상지도국 - 로동정량국 - 로동보수국 - 관리기구 정원국 - 농업․로력동원국 - 로동보호감독국 - 쟁의조정심판위원회 - 사회보험국 - 휴양국 - 인력양성소 |

## 역대 상, 부상

### 역대 로동상
- 허성택 : 1948년 9월 2일 ~ 1952년 5월 29일
- 김원봉 : 1952년 5월 29일 ~ 1958년 9월 11일
- 김응기 : 1958년 9월 11일 ~ 1962년 10월 23일
- 백선일 : 1962년 10월 23일 ~ 1964년 1월 16일
- 리원일 : 1998년 9월 1일 ~ 2008년 10월 2일
- 정영수 : 2008년 10월 2일 ~ 2019년 1월 10일
- 윤강호 : 2019년 1월 10일 ~ 2021년 1월 14일
- 진금송 : 2021년 1월 14일 ~

### 역대 로동성 부상
- 리승엽 : 1948년 9월 2일 ~ 1953년 6월 8일, 사법성 사법상 겸 내각호위실 차장 겸직
- 백원기 : 1953년 6월 8일 ~ 1957년 9월 20일
- 김응기 : 1957년 9월 20일 ~ 1958년 9월 11일
- 박태준 : 1958년 9월 11일 ~ 1964년 1월 16일
- 김용술 : 1998년 9월 1일 ~ 2008년 10월 30일

## 산하 기관
- 로동정량제정소
- 전조선민주로동조합
- 조선직업총동맹

## 기타
내각 수립 이후, 농번기와 여름, 수해, 재난 기간 외에도 조선인민군 병력과 도,시의 로동자, 인민위원회 사무원 중 농사일을 무상으로 지원하기도 하였다. 그러나 2002년 8월 조선로동당에서는 인민군 병력 이외의 무상 로동을 제한하도록 시달했다. 8월 말 무역성 김용술 부상은 재일조선합영경제교류협회의 초청 연설 앞으로는 시,도의 로동자와 공무원이 무상으로 농사일을 도와주는 일이 없게 될것이며, 농장에서 로력비를 지불해야 한다고 밝혔다.

## 같이 보기
- 조선직업총동맹
- 노동부